# Manuel López Lozano
Manuel López Lozano (Barcelona, 11 d'octubre de 1942 - Abrera, 26 d'octubre de 2022) fou un advocat i polític català.

## Biografia
Manuel López nasqué a Barcelona, fill de pares cordovesos. Quan treballava com a tècnic industrial i exercia de representant sindical per Comissions Obreres, es va llicenciar en ciències econòmiques i empresarials. Fou cofundador de la revista local d'Abrera Magarola el 1970, i hi va col·laborar fins al 1974. Del 1974 al 1979, fou regidor, elegit pel "terç familiar" a l'Ajuntament franquista d'Abrera. Hi va exercir l'oposició interna, dedicant-se a denunciar diversos casos de corrupció urbanística. Fou elegit primer alcalde democràtic d'Abrera (1979-1983) per l'Entesa (una coalició del PSUC amb independents). Poques setmanes després d'estrenar el càrrec d'alcalde, el 30 de juliol de 1979, va patir un tret de la Guàrdia Civil per l'esquena quan intentava posar pau en un conflicte laboral a l'empresa K-Mobel, i això li va causar una paraplègia irreversible. Aquest fet, i la commoció que va causar, el va convertir arreu d'Espanya en una mena de símbol de la lluita per la democràcia durant la Transició. Militant aleshores del PSUC (1976-1981) i des del 1996 del PSC, va continuar a l'Ajuntament d'Abrera com a primer tinent d'alcalde integrat al Grup Municipal del PSC fins al 2005, que es va retirar. Quan ja es trobava paraplègic i mentre era regidor, es va llicenciar en Dret i ha exercit d'advocat fins a la jubilació. Estava casat i tenia tres fills.
Cordovès d'esperit, encarnava aquells catalans que ho són malgrat no haver fet una integració lingüística plena. Fou designat Fill predilecte d'Abrera pel seu Ajuntament, i guardonat per la Generalitat de Catalunya amb la Creu de Sant Jordi (2010) "per la seva trajectòria com a alcalde d'Abrera durant l'època dels primers ajuntaments democràtics. Les conseqüències en l'ordre personal que va comportar-li una decidida voluntat de servei n'han fet un dels símbols de la Transició, la qual cosa mereix el reconeixement a la seva tasca i a la de l'Administració local en el seu conjunt". Fou el primer alcalde a rebre la Creu de Sant Jordi precisament per haver estat alcalde, i la concessió s'ha interpretat també com un reconeixement genèric a tot el col·lectiu d'alcaldes dels primers ajuntaments democràtics.
Morí el 26 d'octubre de 2022, als vuitanta anys d'edat, després d'haver patit un ictus.